# Swiderià
Swiderià és el nom d'una cultura del Paleolític superior originària de la zona de l'actual Polònia i indrets circumdants. El lloc més representatiu és Swidry Wielkie. El swiderià és reconegut com una cultura particular que es va desenvolupar a les dunes de sorra properes a les glaceres. Rimantiene (1996) va examinar la relació entre swideriense i el solutrià, i va concloure que la influència solutriana va ser «important, encara que indirecta», per contrast amb el complex cultural de Bromme-Ahrensburg (cultura Lyngby), que va introduir el terme Magdalenià Bàltic per incloure tots els grups del nord europeu de finals del Paleolític, que tenen un origen comú a l'Aurinyacià.
La cultura swideriana exerceix un paper central en la transició del Paleolític al Mesolític. En general s'accepta que la majoria de la població swideriense va emigrar (cap al 10000 aC. - 9500 aC.) al nord-est, després de la retirada de la tundra, després del Dryas recent.
Sorokin (2004) rebutja la hipòtesi de «contacte» per a la formació de la cultura de Kunda i aferma el seu origen en la migració estacional de la població swideriense propis de la frontera entre el Plistocè i l'Holocè, quan l'existència humana es basava en la caça de rens. Molts dels llocs més arcaics del Mesolític a Finlàndia són post-swideriense. Pel que fa a Escandinàvia, l'opinió generalitzada és que l'assentament més antic al nord de la costa noruega procedeix de la cultura de Fosna.